# Ospitale di Cadore
Ospitale di Cadore (Ospedàl in ladino) è un comune italiano di 263 abitanti della provincia di Belluno in Veneto.

## Storia
Ospitale si sviluppò a partire dall'anno Mille grazie alla presenza di un ospizio (di cui sussistono ancora le tracce), fondato nel X secolo per i numerosi viandanti che percorrevano la valle del Piave. Dal XIV secolo il paese legò la propria economia ai traffici legati alla fluitazione del legname lungo il Piave, di cui beneficiarono anche le frazioni Davestra e Termine. Nel 1511, nel corso della guerra della Lega di Cambrai, la valle fu invasa dalle truppe di Massimiliano I d'Asburgo che puntavano al castello della Gardona. L'ospedale venne incendiato ma non smise di funzionare, dato che risultava ancora in attività nella seconda metà del Seicento.
Durante il dominio della Repubblica di Venezia che venne ideata e realizzata in Cadore, nel 1600 circa, la prima sega ad acqua denominata appunto “alla veneziana” destinata a rivoluzionare le tecniche di segagione dell’epoca segnando un deciso incremento nella produttività dell'attività di produzione di assi di legno che è durata fino al ventesimo secolo. Ospitale subì un ulteriore sviluppo economico nella prima metà dell'Ottocento, quando Candido Coletti aprì uno stabilimento per la lavorazione del legname (noto come Candidopoli) Verso la metà dell’Ottocento il lavoro nelle segherie dislocate lungo il Piave era ancora molto fiorente, tant’è che tra Rivalgo e Termine se ne contavano ben 30 (sei a Rivalgo, quattordici nel complesso industriale di Candidopoli nel fondovalle antistante la stazione di Ospitale e dieci, le più vecchie, sulla sponda sinistra del fiume di fronte a Termine).
Le devastanti alluvioni del 1924 e 1927 avevano sottolineato la debolezza di un sistema di produzione basato su una fonte energetica primaria gratuita ma anche difficilmente governabile. La disponibilità della novità costituita dai motori elettrici consentì di costruire le segherie direttamente a contatto dei luoghi d’esbosco e la parte alta della provincia di Belluno vide un continuo proliferare di questi opifici. Dopo il 1914, anno di arrivo in valle della ferrovia, molti degli opifici dislocati lungo il corso del Piave a Ospitale e dintorni vennero nel tempo abbandonati in genere per analoghi impianti posti nei dintorni della stazione di Calalzo.

### Simboli
Lo stemma comunale e il gonfalone sono stati concessi con decreto del presidente della Repubblica del 19 novembre 1968.

## Monumenti e luoghi d'interesse

### Architetture religiose
- Chiesa di Santa Maria Maddalena, a Termine;
- Chiesa di San Giovanni Battista a Rivalgo;
- Chiesa di Sant'Antonio da Padova a Davestra;
- Oratorio della Beata Vergine della Salute a Sottospitale.[7]

### Parrocchiale della Santissima Trinità
Si trova presso un tornante, all'inizio del nucleo di Ospitale di Sopra.
L'edificio originario dovrebbe risalire al Duecento, ma ha subito nel tempo numerosi rifacimenti. Gli interventi più recenti sono quelli del 1878, in cui venne demolito il pronao per ingrandire gli interni, e del 1938, quando fu rifatto l'altare maggiore in pietra di Castellavazzo.
All'interno è conservata una pala di anonimo (Santissima Trinità, San Barnaba e San Nicolò) e una statua lignea (Madonna delle Grazie), scolpita nel 1856 da Valentino Besarel.

### Architetture civili
OspizioA Ospitale, nella parte alta del paese, si trova uno degli edifici più antichi e prestigiosi dislocati lungo il Canale del Piave, un tempo sede destinata ad accogliere i pellegrini e i viandanti che percorrevano la valle e trovavano qui un valido ospizio. Oggi l'edificio conserva ancora la decorazione di una bifora in stile gotico, la cui presenza è documentata fin dal XIV secolo.

### Siti archeologici
Villaggio medievale metallurgico di PalucIn comune di Ospitale di Cadore, su una spalla glaciale a circa m 700 s.l.m., non lontano dall'abitato di Davestra (ma più di 200 m più in alto), è testimoniata l'esistenza di un villaggio metallurgico altomedievale, il sito di Paluc. Le campagne di scavo promosse e finanziate dal Comune e condotte nel 1995 dalla cooperativa "Petra", sotto la direzione scientifica della Soprintendenza archeologica per il Veneto, hanno portato alla luce una notevole quantità di scorie di lavorazione del ferro, mentre non sono state rinvenute tracce di minerale primario o pezzi di prodotto semilavorato. Dagli scavi sono inoltre emerse sia strutture abitative in pietra, con muri a secco, che edifici a pianta quadrata identificabili come" officine" e più in particolare come forni del tipo "a basso fuoco" per la riduzione del minerale ferroso. Il ritrovamento di ceramica pettinata ha consentito di datare il sito al 1000-1100 circa d.C. La grande quantità di scorie e il loro aspetto scarsamente metallico, quindi molto ricco in minerali silicatici rispetto a scorie di epoca più antica, dimostra come Paluch dovesse essere, intorno al 1000, uno dei centri più importanti per la produzione del ferro di tutta l'area cadorina. Resta però ancora dibattuta e incerta la questione relativa alla provenienza del minerale trattato. Il sito attende comunque di essere ulteriormente scavato e più approfonditamente indagato; nel frattempo, le scorie di fusione del ferro e la ceramica rinvenuta vengono conservati presso la scuola elementare di Ospitale di Cadore, ove possono costituire oggetto di visita.
Tracciato di strada romanaSono visibili ancora oggi alcune testimonianze della antica via romana che percorreva il Canale del Piave poco a nord dell'abitato di Ospitale, sulla sinistra del primo tornante della strada che sale in Val Bona, a quota 600 m ca. Come per il tratto di strada romana presso Castellavazzo, anche qui si possono vedere i solchi lasciati dal passaggio dei carri.

## Società

### Evoluzione demografica
Abitanti censiti

## Geografia antropica

### Frazioni

#### Ospitale
Sede comunale, è situata a 537 m s. l. m. sulla destra orografica del Piave. Si divide in Ospitale di Sopra, il nucleo più antico, ed Ospitale di Sotto o Sottospitale. Lo sviluppo del paese alto è legato all'antica Strada Regia di Alemagna, che lo attraversava e che venne utilizzata fino al 1798 quando venne inaugurato un nuovo tracciato a valle, parte della futura Imperiale Strada Regia Postale.

#### Termine
L'abitato si estende sulla destra orografica del fiume Piave, a quota 471 m s. l. m., ai limiti meridionali del territorio cadorino. Nel XII secolo qui venne edificato il fortilizio di Termine, in contrapposizione al presidio ubicato presso la Gardona.
I resti di tale struttura furono in seguito conglobati negli edifici dell'abitato, che si andò formando attorno all'avamposto difensivo a partire dalla seconda metà del XV secolo. Tali edifici, caratterizzati da un armonioso disegno di facciata nobilitato dalla presenza di elementi decorativi in pietra, documentano la competenza delle maestranze locali nella lavorazione del materiale proveniente dalle vicine cave di Castellavazzo. Sempre a Termine avevano sede le più antiche segherie della zona di Ospitale.

#### Davestra
Posta a 482 m s. l. m., è l'unica frazione a giacere sulla sinistra orografica del Piave. Si divide in Davestra Grande e Davestra Piccola, le cui origini, secondo la leggenda, sono legate alla rivalità tra due famiglie, che le spinse a fondare due nuclei fisicamente separati tra loro.

#### Rivalgo
Il piccolo borgo frazionale si distribuisce lungo la vecchia Alemagna in corrispondenza del torrente Rui de Rivalgo che segna il confine settentrionale del comune.

## Infrastrutture e trasporti
A Ospitale di Cadore è presente una stazione sulla Padova-Calalzo chiusa al servizio passeggeri nel 2013 (stazione di Ospitale di Cadore), ma ancora attiva per incroci e precedenze (posto di Movimento di Ospitale di C.). Questa stazione non è da confondere con quella che era posta sulla soppressa ferrovia delle Dolomiti denominata semplicemente Ospitale (stazione di Ospitale).

## Amministrazione
| Periodo        | Periodo        | Primo cittadino    | Partito                                   | Carica  | Note |
| -------------- | -------------- | ------------------ | ----------------------------------------- | ------- | ---- |
| 7 maggio 1990  | 23 aprile 1995 | Giordano Zanvettor | lista civica                              | Sindaco |      |
| 23 aprile 1995 | 13 giugno 1999 | Giordano Zanvettor | lista civica                              | Sindaco |      |
| 13 giugno 1999 | 12 giugno 2004 | Giordano Zanvettor | lista civica                              | Sindaco |      |
| 12 giugno 2004 | 7 giugno 2009  | Livio Sacchet      | lista civica Fonte di unione per Ospitale | Sindaco |      |
| 7 giugno 2009  | 26 maggio 2014 | Livio Sacchet      | lista civica Fonte di unione per Ospitale | Sindaco |      |
| 26 maggio 2014 | 27 maggio 2019 | Livio Sacchet      | lista civica Fonte di unione per Ospitale | Sindaco |      |
| 27 maggio 2019 | 10 giugno 2024 | Roberto Santin     | lista civica Uniti per Ospitale           | Sindaco |      |
| 10 giugno 2024 | in carica      | Roberto Santin     | lista civica Uniti per Ospitale           | Sindaco |      |

### Altre informazioni amministrative
La denominazione del comune fino al 1949 era Ospitale.